# ألبرتينا سيسولو
نونتسيكيلو ألبرتينا سيسولو (بالإنجليزية: Nontsikelelo Albertina Sisulu) (اسمها قبل الزواج: ثيثيو: من مواليد 21 أكتوبر عام 1918 - 2 يونيو عام 2011)، ناشطة ضد الأبارتايد (الفصل العنصري) في جنوب أفريقيا، وزوجة زميلها الناشط والتر سيسولو (1912-2003). اشتُهرت باسم ما سيسولو طوال حياتها من قِبل جمهورها في جنوب أفريقيا. في عام 2004، حصلت على المرتبة 57 في برنامج أعظم الأشخاص في جنوب أفريقيا في هيئة الإذاعة العامة (إس إيه بي سي). توفيت في 2 يونيو من عام 2011 في منزلها في ليندن، جوهانسبرغ، جنوب أفريقيا، عن عمر يناهز 92 عامًا.

## تعليمها
بعد أن أصبحت يتيمة في سن المراهقة، اضُطرت سيسولو لمساعدة أخوتها وأخواتها الأصغر سنًا. تخلَّت سيسولو عن طموحها في التدريب كمعلمة وغادرت مركز ترانسكي للتدريب كممرضة في مستشفى جوهانسبرغ غير الأوروبي عام 1940 مع العلم أن الممرضات كنّ يتقاضين راتبًا جيدًا أثناء التدريب. تخرجت في كلية ماريازيل عام 1939 واختارت مهنة التمريض. بدأت سيسولو العمل في جوهانسبرغ كقابلة قانونية عام 1946 إذ كانت في كثير من الأحيان تذهب مشيًا على الأقدام لزيارة المرضى بين البلدات. قالت ذات مرة: «أتعلم ماذا يعني أن تكون قابلة قانونية؟ عليك أن تحمل حقيبة كبيرة مليئة بالزجاجات والمعقمات التي ستستخدمها إلى جانب الأوعية والسماعات، وكنا نحمل تلك الحقائب على رؤوسنا».

## مهنتها السياسية
لم تُبدِ سيسولو اهتمامًا بالسياسة في البداية إذ اقتصر اهتمامها على حضور الاجتماعات السياسية مع زوجها والتر بصفتها مؤيدة له، لكنها في نهاية المطاف انخرطت في السياسة عندما انضمت إلى الاتحاد النسائي في المؤتمر الوطني الأفريقي (إيه إن سي) عام 1948، وشاركت في إطلاق ميثاق الحرية في العام ذاته. كانت سيسولو المرأة الوحيدة الحاضرة عند نشوء اتحاد الشباب في المؤتمر الوطني الأفريقي. أصبحت سيسولو عضوًا في الهيئة التنفيذية للاتحاد النسائي في جنوب أفريقيا عام 1954. في 9 أغسطس من عام 1956، انضمت سيسولو إلى هيلين جوزيف وصوفيا ويليامز دي بروين في مسيرة مؤلفة من 20,000 امرأة إلى مبنى الاتحاد في بريتوريا احتجاجًا على اشتراط حكومة الأبارتايد أن تحمل المرأة دفاتر المرور كجزء من قوانين المرور. «قد قلنا كلمتنا، لكن لم يحدث أي شيء. نحن لن نحمل تصاريح الدخول ولن نفعل ذلك أبدًا». يُحتفل بهذا اليوم في جنوب أفريقيا بوصفه اليوم الوطني للمرأة. أمضت سيسولو ثلاثة أسابيع في السجن قبل أن تظهر برائتها عن تهمة مخالفة المرور، وكان نيلسون مانديلا محامي لها في تلك القضية. عارضت سيسولو تعليم البانتو وأسلوب التعليم في المنزل.
اعتُقِلت سيسولو بعد هروب زوجها من السجن ثم وفاته في عام 1963، لتصبح أول امرأة يتم اعتقالها بموجب قانون تعديل القوانين العامة لعام 1963، والذي سُن في شهر مايو. منح القانون الشرطة سلطة احتجاز المشتبه فيهم لمدة 90 يومًا دون توجيه اتهامات ضدهم. وُضِعت سيسولو في السجن الانفرادي لمدة شهرين تقريبًا حتى 6 أغسطس. كانت سيسولو أيضًا رئيسة مشاركة للجبهة الديمقراطية المتحدة (يو دي إف) في ثمانينيات القرن العشرين.
منذ عام 1984 وحتى مقتلها عام 1989، عملت سيسولو لدى الطبيب، أبو بكر أسفات، من بلدة سويتو، والذي سمح لها بمواصلة أنشطتها السياسية أثناء العمل، وكانت موجودة عندما قُتِل. اعتبرت سيسولو أن علاقتها مع الطبيب بأنها علاقة «أم وابن»، ولم يسمح الاثنان قط بالتنافس بين قوات الجبهة الديمقراطية وحزب أزابو، التي كان أسفات مديرًا فيها وعضوًا مؤسسًا، بالتدخل في صداقتهما أو طبيعة عملهما.
في عام 1986، حصلت سيسولو على الجنسية الفخرية من ريدجو إميليا (إيطاليا)، وهي أول بلدة في العالم منحت مثل هذه الجائزة الهامة لسيسولو.
في عام 1989، تمكنت سيسولو من الحصول على جواز سفر وترأست وفدًا من قوات الدفاع المتحدة في الخارج، ثم التقت برئيسة الوزراء البريطانية مارغريت ثاتشر ورئيس الولايات المتحدة جورج بوش. في لندن، ألقت كلمة أمام تجمع كبير لمناهضة الأبارتايد للاحتجاج على زيارة زعيم الحزب الوطني فريدريك ويليم دي كليرك. في عام 1994، انتُخبت في أول برلمان ديمقراطي عملت فيه حتى تقاعدت بعد أربع سنوات. وفي الاجتماع الأول لهذا البرلمان، حصلت على شرف تعيين نيلسون مانديلا رئيسًا لجمهورية جنوب أفريقيا. في ذلك العام، حصلت سيسولو على جائزة من الرئيس مانديلا في ذلك الوقت.

## أعمالها الاجتماعية
لمدة تزيد عن 50 عامًا، التزمت سيسولو بمؤسسة ألبرتينا سيسولو، التي تعمل على تحسين حياة الأطفال الصغار والمسنين. وقد كُرمت بالتزامها بالنضال ضد الأبارتايد وعملها الاجتماعي عندما انتخبها مجلس السلام العالمي، في مدينة بازل في سويسرا، رئيسة له في الفترة ما بين 1993 وحتى 1996. عملت سيسولو على تجنيد الممرضات للذهاب إلى تنزانيا، ليعملن بدلًا ممن الممرضات البريطانيات اللاتي غادرن بعد استقلال تنزانيا. وكان لا بد من «تهريب» الممرضات من جنوب أفريقيا إلى بوتسوانا ومن هناك إرسالهن إلى تنزانيا أيضًا.
أسَّست سيسولو أيضّا مركز الموارد متعدد الأغراض في مؤسسة ألبرتينا سيسولو، تحت إدارتها وإشرافها شخصيًا. أنشأ المركز تحت رعاية مؤسسة ألبرتينا سيسولو، وهي منظمة غير ربحية أسستها العائلة. وبعد عدة أسابيع، افتتحت هي ومانديلا مركز والتر سيسولو لطب الأطفال في جوهانسبرغ في أفريقيا، والذي أسمته باسم زوجها الرّاحل. تقلدت سيسولو منصب الأمين العام للمركز وساعدت في جمع التبرعات.
عاشت سيسولو وعائلتها في أورلاندو ويست، سويتو، جنوب أفريقيا. وقد شهدت السيدة سيسولو مباشرة تطور المجتمع الذي تعيش فيه الأسرة، بافتقاره الشديد لجميع الخدمات الاجتماعية، لكن على الرغم من هذه العقبات الهائلة، إلا أنها ألزمت نفسها بالمساعدة في تخفيف مشاق المجتمع. يقدم مركز الموارد متعددة الأغراض التابع لشركة ألبرتينا سيسولو الخدمات التالية:
- مدرسة للأطفال ذوي الاحتياجات الخاصة -المشاكل الذهنية والنفسية- مدرسة كاملة التجهيزات.
- مركز تنمية الطفولة المبكرة للمتعلمين من سن ثلاث سنوات.
- إنشاء قسم لليافعين من ذوي الاحتياجات الخاصة خارج مبنى المدرسة بهدف تزويدهم بالمهارات التي من شانها أن تجعلهم قابلين للتوظيف وأفرادًا نشطين يشاركون بدعم اقتصاد الدولة.
- برنامج تغذية للمححتاجين.
- مركز للموارد متعددة الأغراض
- برنامج توعية.